# Ват Арун
Ват Арун (тай. วัด อรุณ, храм світанку) — буддійський храм в Бангкоці, столиці Таїланду. Розташований на західному березі річки Чаопхрая. Інша назва Вата Арун — Храм Ранкової Зорі, саме в цей час він виглядає найефектніше. Відомий своєю 79-метровою пагодою, прикрашеною керамічною плиткою і різнобарвною порцеляною, яка колись служила баластом на джонках, що прийшли з  Китаю.

## Назва
Назва Храму Ват Аруна походить від імені індійського божества ранкової зорі — Аруна.

## Історія
Раніше на цьому місці існував храмовий комплекс під назвою Ват Макок (тайська назва фрукта Spondias pinnata). Від слова "макок" походить сучасна назва міста Бангкок. У 1768 р. король Таскин, який бажав перемістити столицю в Тхонбурі, вирушив зі своїм військом вниз по річці. На світанку правитель побачив величний храм і обрав його королівською резиденцією. Згодом Правителі Рама II і Рама III реконструювали і підняли спорудження головну пагоду — пранг до висоти 74 м.
З моменту спорудження в кінці 19 століття і донині всередині нього проходять чернечі служби й різні церемонії.
Після перенесення столиці з Аюттаї на місце нинішнього Бангкоку храм набув статусу головного королівського храму, і до 1785 року тут зберігалася статуя смарагдового Будди, нині зберігається у великому Королівському Палаці.

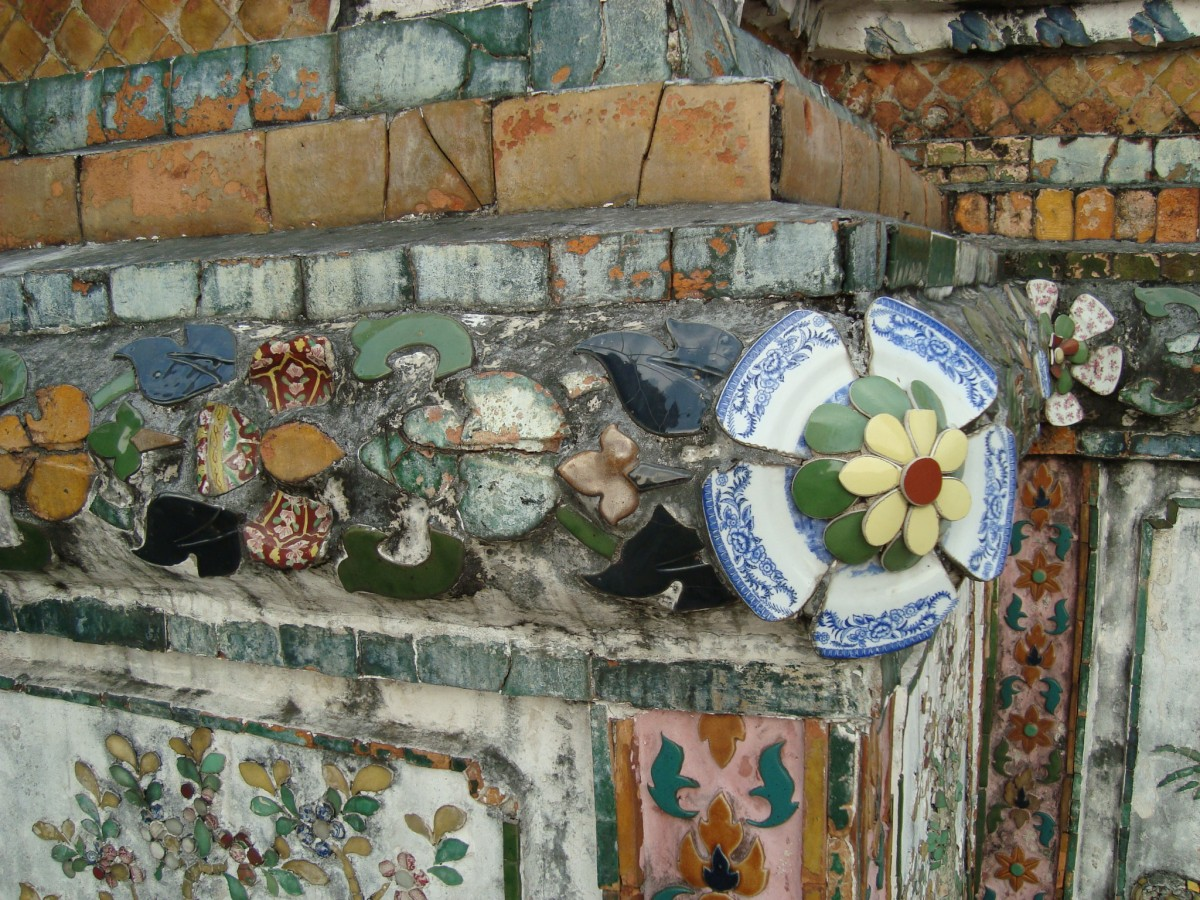
Покриття храму

## Будова
Храм має центральну вежу (пранг у кхмерській архітектурі) з чотирма малими по кутах. У ніші головної вежі розміщено рельєфне зображення бога Хінді Індра, що сидить на Ераване — триголовом слоні. Зали Ват Аруна прикрашені фресками. На вершину пагоди ведуть круті сходи, які були відкриті для відвідувачів. Проте наразі доступ нагору закритий. Храм ранкової зорі — один з найзначущіших буддійських храмів і один з найкращих архітектурних ансамблів Таїланду.

## Свята
Ват Аруна відомий також дуже важливою для всіх буддистів церемонією «Катхін», яка проходить в ньому щорічно в листопаді. У рамках цього заходу найпочесніші ченці країни нагороджуються особливими традиційними одежами «Катхін», які вони отримують у храмі Арун з рук самого Короля або іншого члена Королівської Сім'ї.

## Ресурси Інтернету
- WatArun.Org: Website des Tempels
- 3D-Plan des Wat Arun [Архівовано 9 лютого 2007 у Wayback Machine.]